# كويت مسافر
كويت مسافر، منصة إلكترونية حكومية كويتية، أطلقت استجابة لجائحة فيروس كورونا، لخدمة جميع المسافرين من وإلى الكويت، وألزمت الإدارة العامة للطيران المدني بأن يُسجل المسافرون من وإلى الكويت في هذه المنصة، وهي منصة تقدم إرشادات وتوجيهات معتمدة من الطيران المدني ووزارة الصحة ووزارة الداخلية. وتهدف المنصة إلى مساعدة المسافرين في تلبية متطلبات السفر وتيسير الإجراءات الجديدة المواكبة لجائحة كورونا وتقليص فترات الانتظار وتفادي الازدحام في مطار الكويت، وذلك لتحقيق ثلاثة أهداف رئيسية تشمل حماية صحة الركاب وموظفي المطار وانجاز الإجراءات عن بعد تلبية لاحترازات كورونا، والتأكد من تمتع المسافرين بأعلى مستويات الحماية في كل خطوة أثناء السفر، إضافة إلى خدمات أخرى في هذا الجانب.